# Juan de Villanueva
Juan Antonio de Villanueva y de Montes (Madrid, 15 de septiembre de 1739-Madrid, 22 de agosto de 1811) fue un arquitecto español, máximo exponente de la arquitectura neoclásica en España.

## Vida
Juan Antonio era el primer hijo del escultor Juan de Villanueva y Barbales, siendo su madre Ángela de Montes González, y su hermanastro el también arquitecto Diego de Villanueva (1713-1774), quien fue, además, su maestro y protector durante los primeros años. Su hermana mayor se llamaba Teresa. Con tan sólo once años, Juan ingresó como alumno de la Real Academia de Bellas Artes de San Fernando. Durante el transcurso de sus estudios su hermano obtiene el trabajo de delineador a las órdenes de Sachetti en las obras del Nuevo Palacio de Madrid. Durante sus estudios recibe varios premios, diseña el Ayuntamiento de Badajoz y planifica la reforma de las Descalzas Reales. En 1758 viaja como pensionado en Italia de la Real Academia de Bellas Artes de San Fernando para completar su formación, volviendo en 1765 a España. Se desconocen en gran medida los detalles formativos y biográficos de este viaje, en el que va a Roma, Parma, Nápoles y Herculano. De este viaje quedan numerosos dibujos realizados por él. En 1764 durante el viaje publicará las Órdenes de Vignola.
Un año después realizó un viaje por Córdoba y Granada, junto con José de Hermosilla y Juan Pedro Arnal, para dibujar las "antigüedades árabes" (los dibujos de este viaje se publicaron en 1804). 
Instalado en Madrid, fue nombrado académico de mérito de la Academia de San Fernando. En 1777, el rey Carlos III lo nombró arquitecto del Príncipe y los infantes. En lo sucesivo trabajaría casi en exclusiva para la casa real. Desde 1781 fue arquitecto encargado del Real Sitio de El Escorial; el rey Carlos IV le nombró maestro mayor, cargo que aparece más frecuentemente nombrado arquitecto mayor.

## Obra

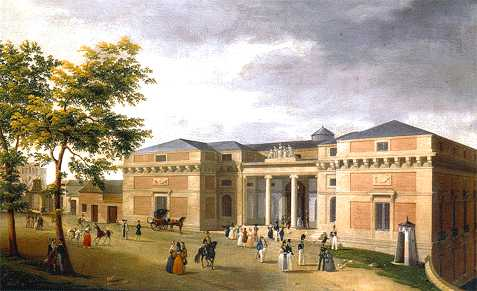
Aspecto de la fachada de Goya del Museo del Prado, según proyecto de Villanueva. Se trata de su obra maestra.

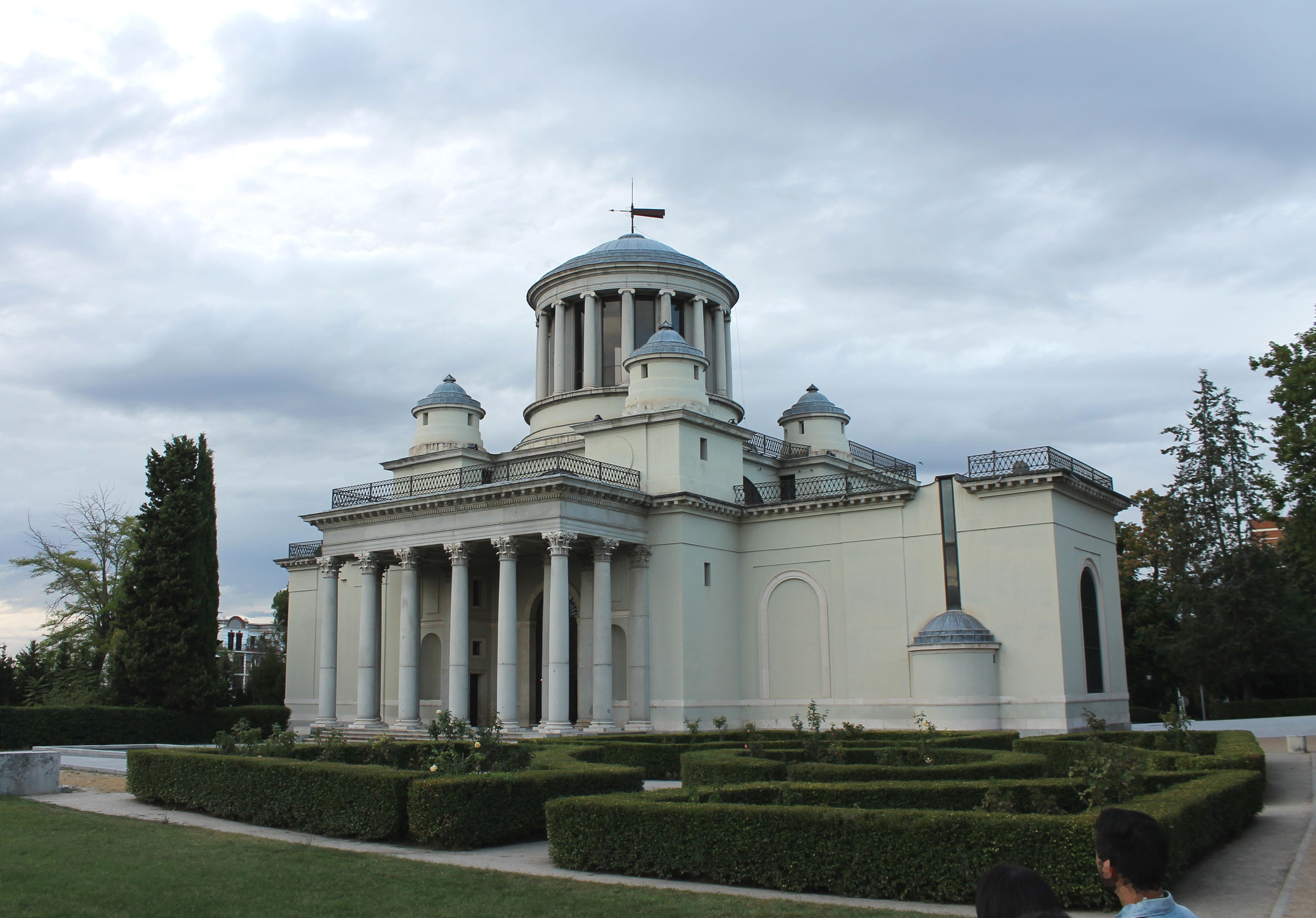
Real Observatorio de Madrid.

Su estilo, de gran severidad y sentido de las proporciones, se caracteriza como una síntesis entre el estilo herreriano y el neoclasicismo. En efecto, se considera que sus máximas influencias son Juan Bautista de Toledo y Juan de Herrera, artífices del Monasterio de El Escorial. 
En 1771 construye la Casa de Infantes en el Real Sitio de Aranjuez; en 1772, la Casita del Príncipe en El Pardo; en 1773, la Casita de Arriba (con una organización palladiana y una acentuada plasticidad en el tratamiento del pórtico de acceso), para su uso por el infante don Gabriel, y la Casita de Abajo (o del Príncipe), ambas en el Real Sitio de El Escorial. 
En 1768, fue nombrado arquitecto de la comunidad de monjes jerónimos del Monasterio de El Escorial, donde completó el cierre de la Lonja, un espacio que bordea el citado edificio por sus lados norte y oeste. Su primera gran obra de envergadura, la Casa de los Infantes y de la Reina (situada junto a la fachada septentrional del monasterio), la acometió en 1769. Dieciséis años más tarde, en 1785, diseñó la Tercera Casa de Oficios, en la que mantuvo la línea austera de Juan de Herrera, autor de la Primera y Segunda Casa de Oficios (1587).
Sin embargo, su obra maestra es el edificio del Gabinete de Historia Natural, hoy Museo del Prado (con proyectos en 1785 y 1787), que fue convertido en Museo de Arte en 1814 y es uno de los más bellos edificios del neoclásico español. El ahora conocido como Edificio Villanueva resume a la perfección el estilo de Villanueva: el predominio de las líneas rectas y la disposición rigurosamente simétrica de los elementos arquitectónicos. Se trata de un edificio de trazas monumentales organizado en cinco cuerpos, dos de ellos como nexos de unión del cuerpo central (rematado con una sala basilical) y los laterales extremos. Sus materiales preferidos fueron el granito y la piedra blanca, con los que construyó edificios de enorme austeridad ornamental, en los que la armonía proviene en exclusiva de la combinación de las formas arquitectónicas (columnas, frontones, ventanas).
Fue un arquitecto prolífico, al que se deben también la Casa del Nuevo Rezado (sede de la Real Academia de la Historia desde 1837), el Oratorio del Caballero de Gracia (un templo neoclásico de planta basilical, ajustado a un solar estrechísimo, rematado por un ábside semicircular y una cúpula oval sobre el crucero) y el Observatorio Astronómico (un edificio de planta central con un gran pórtico de acceso y un característico templete circular jónico como coronación) situado en los Jardines del Retiro, todos en la capital. También es en gran parte obra suya la imagen actual de la Plaza Mayor madrileña, que reconstruyó después del incendio de 1790, cerrando el viejo recinto urbano a través de grandes arcadas y homogeneizando la altura del caserío. A raíz de estas obras surgirán el Arco de Cuchilleros y el portal de Cofreros.
En 1798 se inauguró en Oviedo una obra realizada por Juan de Villanueva, el Monumento a Gaspar Melchor de Jovellanos, que constituyó el primer monumento público que se dedicaba a un particular en España. El monumento ha sufrido diferentes traslados y vicisitudes, pudiéndose contemplar en la actualidad en un rincón lateral del monasterio de San Pelayo de Oviedo, en la actual calle de Jovellanos de dicha ciudad.
En 1810, un año antes de su muerte, fue excavada la Gruta del Campo del Moro, uno de sus últimos diseños. Se trata de un pasadizo subterráneo, que se conserva parcialmente, mediante el cual se comunicaba la fachada occidental del Palacio Real de Madrid con los jardines de la Casa de Campo.
Considerado el arquitecto que, con su estilo personal no exento de influencias locales, mejor supo trasladar a España los postulados teóricos del neoclasicismo europeo, Villanueva tuvo una intensa actividad arquitectónica en Madrid, ciudad a la que contribuyó a dar el nuevo aspecto de urbe moderna y monumental que deseaba Carlos III para su capital. Una calle recuerda su nombre en la capital española.
Tuvo un insigne discípulo, Isidro González Velázquez, continuador del neoclasicismo apadrinado por Villanueva. Es autor de obras como la Casa del Labrador en Aranjuez o el Puente del Rey de Madrid.

## Obras

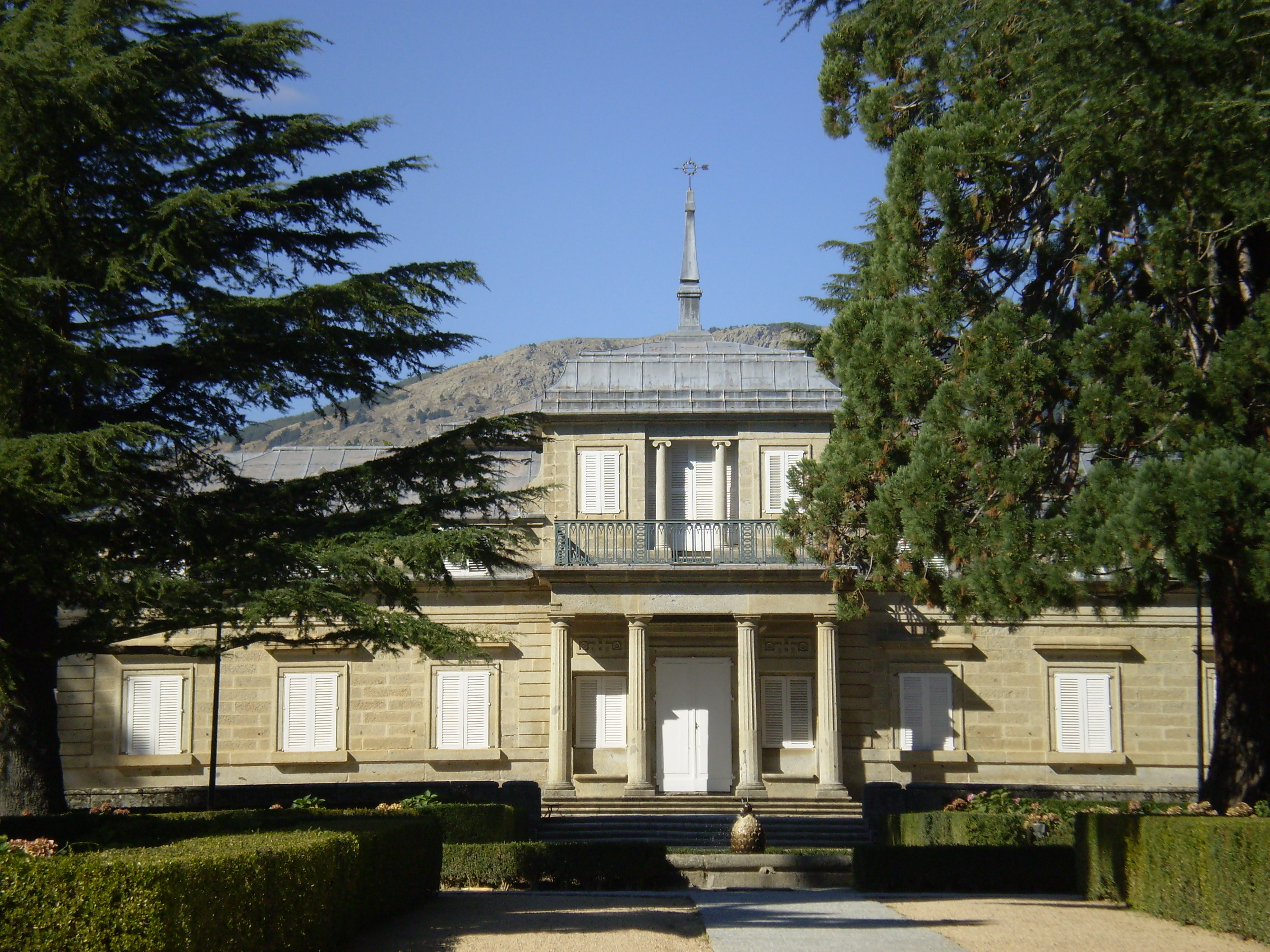
Casita de Abajo, en El Escorial.

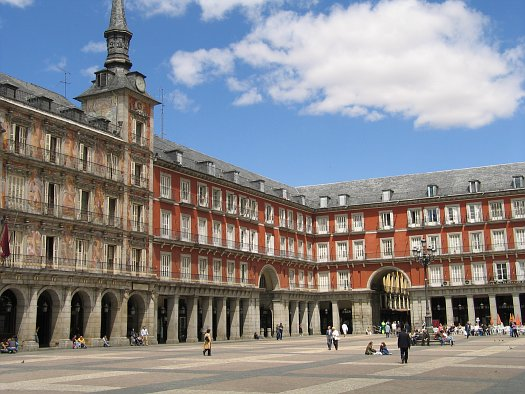
Plaza Mayor de Madrid, reconstruida por Villanueva.

- Casa de los Infantes y de la Reina, San Lorenzo de El Escorial (1769)
- Casita de los Infantes, Aranjuez (1771)
- Casa del Rey o Casa Grande, Ruidera s.XVII
- Casita de Arriba, San Lorenzo de El Escorial (1773)
- Casita de Abajo, El Escorial (1773)
- Casa de Postas de Tembleque (1777)[5]
- Real Jardín Botánico, Madrid (1774-1781)
- Real Fábrica de Pólvora, Ruidera (1783)
- Casa del Administrador, Ruidera (1783)
- Puente de la Esclusa, Ruidera (1783)
- Casita del Príncipe, El Pardo (1784)
- Tercera Casa de Oficios, San Lorenzo de El Escorial (1785)
- Museo del Prado, Madrid (1785)
- Canal del Gran Prior, Argamasilla de Alba y Ruidera, Ciudad Real.
- Casa del Nuevo Rezado (actual sede de la Real Academia de la Historia), Madrid (1788)
- Oratorio del Caballero de Gracia, Madrid (1789)
- Escuela de Guardiamarinas, Cartagena (1789-1810)
- Galería de columnas toscanas de la Casa de la Villa, antigua sede del Ayuntamiento de Madrid (1789)
- Observatorio Astronómico, Madrid (1790)
- Jardines del Retiro, Madrid
- Reconstrucción de la Plaza Mayor, Madrid (1791)
- Real Instituto Jovellanos, Gijón (1797-1807)
- Acequia del Rey, Villena (1803)
- Teatro del Príncipe, Madrid (1804)
- Cementerio general del Norte, Madrid (1804)[6]
- Gruta del Campo del Moro, Madrid (1810)
- Se le atribuye el Palacio de las Columnas, sede de la Facultad de Traducción e Interpretación de la Universidad de Granada
- Palacio de la infanta Luisa Carlota

## El estilo neovillanoviano
La arquitectura del franquismo desarrolló un estilo de carácter neoclásico, historicista y nacionalista denominado neovillanoviano, basado en la obra de Juan de Villanueva. Era más formal y clásico que su estilo hermano, el neoherreriano.